# كارل لانج
كارل لانج (بالدنماركية: Carl Lange)‏ هو مهندس معماري دنماركي، ولد في 5 ديسمبر 1828 في كوبنهاغن في الدنمارك، وتوفي في 21 مايو 1900 في آرهوس في الدنمارك.